# Tsige Duguma
Tsige Duguma (ur. 23 lutego 2001 w Kamashi) – etiopska lekkoatletka specjalizująca się w biegach średniodystansowych, głównie na 800 m. 

## Osiągnięcia
W 2023 roku została złotą medalistką igrzysk afrykańskich w Akrze w biegu na 800 m.
W 2024 roku w Glasgow zdobyła złoty medal na halowych mistrzostwach świata w lekkoatletyce w biegu na 800 m kobiet. Pięć miesięcy później podczas igrzysk olimpijskich w Paryżu wynikiem 1:57,15 min zdobyła srebrny medal.

## Rekordy życiowe

### indywidualnie
- 100 m – 12,26 s (Assela, 23.05.2018) – bez pomiaru wiatru
- 200 m – 24,71 s (+0,5 m/s; Tlemcen, 02.07.2017)
- 400 m – 53,9 s (Hawassa, 29.03.2022)
- 800 m – 1.56,64 s (Shaoxing, 03.05.2025) – rekord Etiopii
- 800 m (hala) – 1.58,35 s (Glasgow, 02.03.2024)

### w sztafetach
- 4x400 m sztafeta mieszana – 3.24,5 s (Addis Abeba, 26.12.2021) – rekord Etiopii
- 4x400 m – 3.41,45 s (Rabat, 30.09.2019)